# レゾテュー＝シュル＝ル＝ポール＝サン＝トゥアン
レゾテュー＝シュル＝ル＝ポール＝サン＝トゥアン（Les Authieux-sur-le-Port-Saint-Ouen）は、フランス、ノルマンディー地域圏、セーヌ＝マリティーム県のコミューン。

## 由来
1015年と1026年にはde Altaribusと記された。
フランス革命の間、コミューンは一時的にオテュー・シュル・ル・ポール・デ・サン・キュロット（Authieux-sur-le-Port-des-Sans-Culottes）と名付けられた。

## 歴史
ル＝ポール＝サン＝トゥアンとは、この土地の所有者であった、ルーアンのサン・トゥアン修道院からきている。un authieuとは、ノルマン人の言葉で祭壇を意味している。
15世紀には小修道院、そしてボンポール修道院に所属する病院があった。
1449年10月17日、ルーアンがシャルル7世に対して降伏したためポール＝サン＝トゥアンで会議が開かれた。会議に参加したのは、ジャン・ド・デュノワ、ピエール・ド・ブレゼ（fr）、ジャン2世・ジュヴネル・デジュルサン（fr）、ギヨーム・クジノ・ド・モントルイユ（fr）であった。
第一次世界大戦中の1914年9月、オワセル川の橋を爆破したドイツ軍の司令官は自動車でレゾテューの村を横切った。

## 人口統計
| 1962年 | 1968年 | 1975年 | 1982年 | 1990年 | 1999年 | 2006年 | 2015年 |
| ------ | ------ | ------ | ------ | ------ | ------ | ------ | ------ |
| 341    | 423    | 509    | 652    | 954    | 1174   | 1211   | 1244   |

参照元:1962年から1999年までは複数コミューンに住所登録をする者の重複分を除いたもの。それ以降は当該コミューンの人口統計によるもの。1999年までEHESS/Cassini、2006年以降INSEE

## 参照
1. 1 2  http://cassini.ehess.fr/cassini/fr/html/fiche.php?select_resultat=946
2. ↑  https://www.insee.fr/fr/statistiques/3293086?geo=COM-76039
3. ↑  http://www.insee.fr